# 川中南星
川中南星（学名：Arisaema wilsonii）为天南星科天南星属的植物，是中国的特有植物。分布在中国大陆的四川、云南等地，生长于海拔1,900米至3,600米的地区，一般生长在林内以及草地，目前尚未由人工引种栽培。